# جایزه گرمی بهترین آلبوم شنیداری کودکان
جایزه گرمی برای بهترین آلبوم شنیداری کودکان جایزه افتخاری‌ای است که طی سال‌های ۱۹۵۸ تا ۲۰۱۱ توسط آکادمی ملی علوم و هنرهای ضبط به‌عنوان جوایز گرمی به هنرمندانی که آلبوم شنیداری باکیفیتی برای کودکان اجرا می‌کردند، اعطا می‌شد؛ که بیشتر با نام جوایز گرامافون شناخته شد.

## دهه ۱۹۹۰
- ۱۹۹۴ - آدری هپبورن
- ۱۹۹۵ - آلبوم گردآوری‌شده
- ۱۹۹۶ - پاتریک استوارت
- ۱۹۹۷ - دیوید هولت
- ۱۹۹۸ - چارلز کورالت
- ۱۹۹۹ - آلبوم گردآوری‌شده

## دهه ۲۰۰۰
- ۲۰۰۰ - گراهام گرین / وینتون مارسالیس / کیت وینسلت
- ۲۰۰۱ - جیم دیل
- ۲۰۰۲ - تام چاپین
- ۲۰۰۳ - تام چاپین
- ۲۰۰۴ - بیل کلینتون / میخائیل گورباچف / سوفیا لورن
- ۲۰۰۵ - تام چاپین
- ۲۰۰۶ - آلبوم گردآوری‌شده
- ۲۰۰۷ - بیل هارلی
- ۲۰۰۸ - جیم دیل
- ۲۰۰۹ - بیل هارلی

### دهه ۲۰۱۰
- ۲۰۱۰ - استیو وائوس
- ۲۰۱۱ - جولی اندروز / اما والتون همیلتون